# Без семьи (роман)
«Без семьи»(фр. Sans Famille)  — повесть (или роман) французского писателя Гектора Мало, вышедший в свет в 1878 году. Является одним из значимых произведений Мало.

## Сюжет

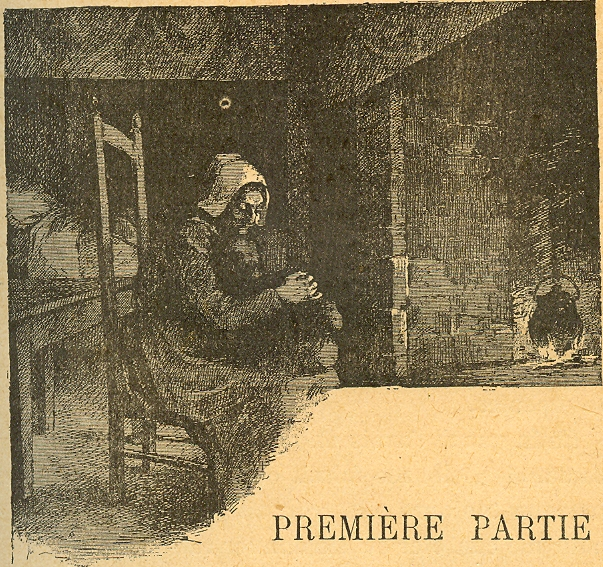
Sans Famille, первый том (от Леона Бланшо (также известного как Иван Лёвиц))

Главный герой — восьмилетний мальчик Реми. Он живёт во французской деревне Шаванон вместе с матерью, которую называет матушка Барберен. Отец Реми — каменщик Жером Барберен, постоянно живёт и работает в Париже и периодически присылает деньги. Однажды с Баребереном случается несчастье и он, получив серьёзную травму, попадает в больницу. Желая получить компенсацию с работодателя, Барберен подаёт на него в суд; чтобы оплатить судебные издержки, матушка Барбарен продаёт корову. Барберен проигрывает суд. Став калекой, он больше не может работать и возвращается в деревню. От него Реми узнаёт, что семья Барберенов — не настоящие его родители. Каменщик нашёл пятимесячного малыша улице и рассчитывая на награду от родителей, взял ребёнка домой. Матушка Барберен привязалась к найдёнышу и приняла его как родного сына. Но сейчас семья потеряла все источники к существованию и Жером Барберен, не испытывая никакой привязанности к приёмному сыну, хочет отдать того в приют. Однажды, встретив бродячего артиста Виталиса, Барберен продаёт тому мальчика.
После этого начинается жизнь для Реми полная скитаний, невзгод, горестей, нахождения им друзей, добрых и неравнодушных людей и наконец обретения им своей семьи.

## Экранизации
По произведению снято несколько фильмов, включая:
- «Без семьи» (1984), реж. В. Бортко
- «Без семьи» (2000), реж. Ж.-Д. Верхак
- «Приключения Реми» (фр., 2018), в котором, как и в фильме с Пьером Ришаром, снималась та же обезьянка-капуцин!